# 安塔利亚机场
安塔利亚机场（土耳其語：Antalya Havalimanı）是土耳其地中海沿岸主要旅游胜地安塔利亚的一座大型的现代化国际机场，位于安塔利亚东北，距离市中心约13公里（8.1英里）。 机场的落成可以满足每年夏天数以百万计的到土耳其地中海海滩观光度假的游客，2008年机场共接待了近1900万旅客，其中超过1600万是国际旅客。根据旅游旺季高峰时段的数据（例如：2009年8月）进行推算，理论上估计机场年接待旅客能力可以达到3500万人次。机场以东约100公里处，靠近另一座旅游城市阿拉尼亚的新机场的开放，则大大缓解了安塔利亚机场的压力。

## 结构
现时，机场共有3座航站楼，其中航站楼1和2为接待国际航班，另有1座国内航站楼。